# Cláudio Coutinho
Cláudio Pêcego de Moraes Coutinho (* 5. Januar 1939 in Dom Pedrito; † 27. November 1981 in Rio de Janeiro) war ein brasilianischer Fußballtrainer, der zwischen 1977 und 1980 die brasilianische Fußballnationalmannschaft trainierte und 1978 auf den dritten Platz bei der Weltmeisterschaft führte. 1980 wurde er mit CR Flamengo Brasilianischer Meister Er starb bei einem Tauchunfall.

## Leben

### Militärische Laufbahn
Coutinho wurde 1939 in der kleinen Ortschaft Dom Pedrito im Gebiet Rio Grande do Sul an der brasilianischen Grenze zu Uruguay geboren und zog mit seinen Eltern im Alter von vier Jahren nach Rio de Janeiro.
Dort besuchte er später die Militärschule und erreichte den Rang eines Hauptmanns der Artillerie. Während seiner Zeit bei der Armee machte er auch einen Abschluss in Sportwissenschaften. 1968 vertrat er die Militärschule bei einem Weltkongress, der in den USA abgehalten wurde. Er lernte dort den amerikanischen Professor Kenneth H. Cooper, den Erfinder des Cooper-Tests kennen. Dieser lud ihn ins NASA Human Stress Laboratory ein.

### Sportliche Karriere
1970 wurde Coutinho in den Trainerstab des brasilianischen Kaders für die WM 1970 in Mexiko berufen. Er war dort neben Carlos Alberto Parreira einer der beiden Fitnesstrainer  (preparador físico) des Teams und stellte dort den Cooper-Test vor.
Nach dem Turnier arbeitete er als Berater für die peruanische Nationalmannschaft und war technischer Koordinator für Brasiliens Seleção bei der WM 1974 in Deutschland. Er arbeitete dann noch für den französischen Club Olympique de Marseille und Brasiliens Olympiamannschaft, die 1976 in Montreal auf dem vierten Platz landete. 1976 wurde er auch Cheftrainer von Flamengo.
Seine gute Reputation half ihm, den Job des Cheftrainers der Seleção zu bekommen. Er trat damit die Nachfolge Osvaldo Brandãos an. Bei der WM 1978 blieb Brasilien ungeschlagen. Aufgrund eines schlechteren Torverhältnisses, das im Wesentlichen auf das Skandalspiel Argentinien gegen Peru (6:0) zurückzuführen war, erreichte Brasilien nur das Spiel um den Dritten Platz, das man gegen Italien mit 2:1 gewann. 1979 trat er mit Brasilien bei der Copa América 1979 an und schaffte es bis ins Halbfinale. Nach dem Turnier übernahm er wieder 1979 den Trainerposten bei Flamengo. Telê Santana hatte ihn als Cheftrainer der Seleção abgelöst. Mit Flamengo konnte er 1980 die Meisterschaft gewinnen. 1981 wechselte Coutinho dann zum Los Angeles Aztecs.

### Tod
Nach der Saison 1981 verbrachte der erfahrene Taucher seinen Heimaturlaub in Rio de Janeiro. Er tauchte in der Nähe der Cagarras-Inseln beim Strand von Ipanema, wo er tödlich verunglückte.

## Erfolge
Flamengo
- Campeonato Brasileiro de Futebol: 1980

Nationalmannschaft
- Fußball-Weltmeisterschaft: 1978 Dritter